# 칸스크

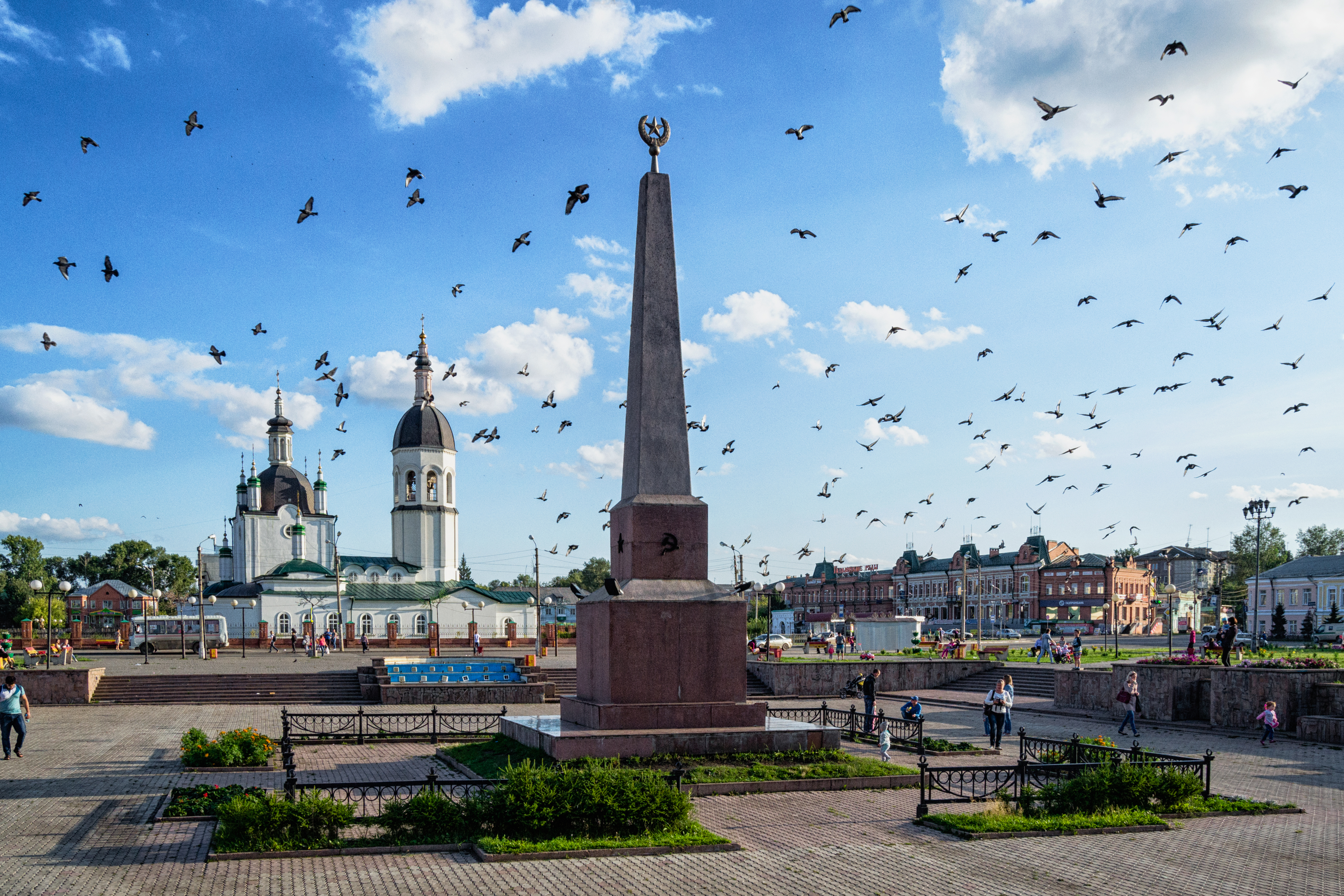

칸스크(Канск)는 러시아의 크라스노야르스크 지방의 도시이다. 칸 강에 접해 있으며 크라스노야르스크에서 247km 떨어져 있다. 현 시장은 2004년 3월에 취임한 세르게이 니콜라예비치 구로프(Сергей Николаевич Гуров)이다.